# Dutch Process

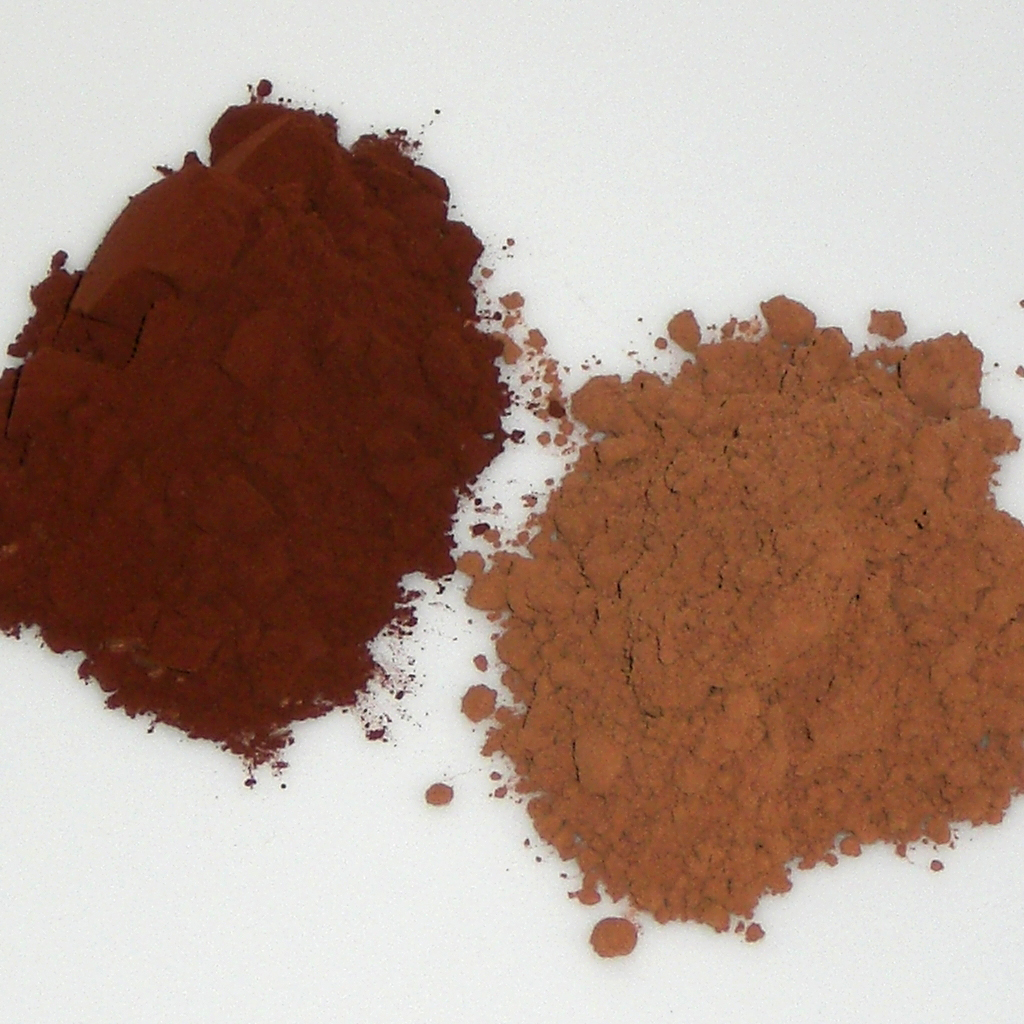
Dutch-Process-Kakao (links) verglichen mit natürlichem Kakao (rechts)

Als Dutch Process, Dutching oder Alcali process – im Deutschen als Alkalisieren, Aufschließen, Niederländischer Prozess oder Van-Houten-Prozess – bezeichnet wird die Behandlung von Kakaokernbruch oder Kakaomasse mit Lauge zur Veränderung der Farbe, Milderung des säuerlichen Geschmacks und um Pulver zu erhalten, das besser zu einem Getränk dispergierbar ist. Das Verfahren dient hauptsächlich der Herstellung von Kakaopulver. Bei der Schokoladenproduktion wird es in der Regel nicht angewandt, wogegen das meiste Kakaopulver heute alkalisiert ist.
Das 1846 patentierte Verfahren wurde vom Niederländer Coenraad van Houten erfunden.

## Wirkung
Unbehandelte Kakaokerne sind recht sauer (etwa pH 5,0–5,5), und zwar infolge der Fermentation, die unmittelbar nach der Ernte der Kakaofrüchte stattfindet und für die Geschmacksentwicklung unverzichtbar ist. Durch den Alkalisierungsprozess wird der pH-Wert auf etwa 6,6–7,0 erhöht. Ein zu hoher pH-Wert würde das Aroma beeinträchtigen, insbesondere besteht die Gefahr, dass die Kakaobutter verseift, was zu einer unangenehmen seifigen Geschmacksnote führen würde. Daher säuert man den Kakao im Anschluss an die Alkalisierung bei Bedarf durch Zugabe von Genusssäuren wie Essig-, Wein- oder Zitronensäure. Die unangenehmen sauren Geschmackskomponenten bestimmter Kakaosorten werden durch die Alkalisierung abgemildert. Ob allgemein die geschmackliche Veränderung infolge der Alkalisierung unbedingt eine Verbesserung darstellt, ist subjektiv und mag davon abhängen, ob das Kakaopulver letztlich zu Trinkkakao, zum Backen oder für andere Zwecke verwendet wird.
Die farbliche Veränderung besteht vor allem in einer deutlichen Verdunkelung der natürlichen braunen Farbe. Durch Variation von Verfahrensparametern kann eine Vielzahl von Schattierungen erzielt werden; allgemein gesprochen führen kühlere Röstung und geringere Laugenkonzentration zu einer rötlichen Färbung, heißere Röstung zu dunklerem Braun. Inwieweit alkalisiertes Kakaopulver sich im Getränk tatsächlich weniger absetzt als unbehandeltes, ist nicht ganz geklärt. Die gelegentlich anzutreffende Behauptung, die Alkalisierung würde die Löslichkeit (im physikalischen Sinne) des Kakaopulvers in Wasser oder Milch erhöhen, ist unzutreffend.

## Verfahren
Die verwendeten Laugen sind 2,0–2,5%ige wässrige Lösungen von Alkali- oder Erdalkali-Carbonaten, -Hydroxiden oder -Oxiden (vorwiegend Magnesiumoxid, Kaliumhydroxid, Ammoniumhydroxid, aber auch Kalium-, Natrium-, Calcium- oder Ammoniumcarbonat, Kaliumbicarbonat, Natriumbicarbonat und andere); die wässrigen Lösungen werden dabei bei Temperaturen bis zu 125 °C zugesetzt. Das Alkalisieren ganzer oder gebrochener Kakaobohnen ist möglich, aber unüblich, weil die (später entfernte und nicht weiter verwendete) Schale der Bohnen einen Großteil der Lauge aufnehmen würde. Stattdessen behandelt man vorzugsweise Bruchstücke der Kakaokerne vor oder nach der Röstung oder Kakaomasse (in dem Falle immer nach der Röstung) oder auch den Presskuchen, der nach dem Abpressen der Kakaobutter aus der Kakaomasse übrig ist und anschließend zum Pulver gemahlen wird.
- Werden Kakao-Kernbruchstücke alkalisiert, so dauert der Prozess relativ lange, weil die Lauge eine gewisse Zeit benötigt, um in die Bruchstücke vorzudringen; die Alkalisierung wirkt daher auch nicht gleichmäßig auf die Gesamtmenge des Kakaos, weil die äußeren Bereiche der Bruchstücke stärker der Wirkung der Lösung ausgesetzt sind. Traditionell werden die Kakaokerne in der Alkalisierungslösung eingeweicht, in Tanks 18–24 Stunden lang stehen gelassen und schließlich getrocknet. Modernere, kontinuierlich arbeitende Anlagen vereinen Einweichen, Trocknen und Rösten und erreichen Einweichzeiten von unter drei Stunden, bei Behandlung unter Druck sogar nur 30–60 Minuten. Diese Verfahren haben außerdem den Vorteil einer besonders geringen mikrobiellen Belastung des Kakaos.[5]
- Das Alkalisieren von Kakao-Masse erfolgt meist bei erhöhter Temperatur, womit eine Beschleunigung des Prozesses einhergeht, beispielsweise unter Vakuum bei Temperaturen von 80–90 °C und ständigem Durchkneten der Masse innerhalb von etwa 30–40 Minuten.[5] Es kann auch eine reine Dampfbehandlung erfolgen.[1]
- Die Alkalisierung von Kakao-Presskuchen erfolgt in beheizten Trommeln unter Vakuum. Bei besonders hoher Temperatur und Laugenkonzentration und längerer Einwirkungszeit erhält man mit diesem Verfahren schwarzen Kakao, der ausgeprägt alkalisch (bis zu pH 8,5) und meist von strengem Geschmack ist und zur Farbgebung eingesetzt wird.[8] Gefärbt wird damit z. B. (Brooklyn) Blackout Cake (übersetzt: Brooklyner Verdunkelungs-Kuchen), dessen mit diesem Kakao gefärbte Schichten allerdings nur sehr dunkel, aber nicht wirklich schwarz sind.

## Gesundheitliche Aspekte
Der Prozess vermindert die enthaltenen Antioxidantien im Kakao. Laut neueren Studien ist aber immer noch eine hohe Konzentration an Polyphenolen enthalten. Bei einem leichten Dutch Process bleiben noch 40 %, bei einem intensiven nur 10 % aller Antioxidantien erhalten. Aufgrund des hohen Anteils sind die Antioxidantien im Kakao trotzdem auf einem hohen Niveau. Von Natur aus enthält Kakaopulver 34,6 mg flavonoide Antioxidantien pro Gramm Gewicht. Das ist einer der höchsten Werte überhaupt gemäß einer Studie, die 2008 im Journal of Agricultural and Food Chemistry veröffentlicht wurde. Diese Studie wurde von dem Schokoladenhersteller Hershey und dem industriellen Forschungsinstitut Brunswick Laboratories durchgeführt. Ungesüßtes Kakaopulver gehört auch in der Auflistung des USDA zu den Lebensmitteln mit den höchsten Flavonolgehalten.